# Iaras
Iaras é um município brasileiro do estado de São Paulo. Sua população estimada em 2024 era de 8.257 habitantes.

## História
Iaras começou a se formar em 1910, quando o governo federal comprou uma grande fazenda pertencente ao casal Ernesto Dias e Amália Mattos Dias. Essas terras foram divididas em pequenos lotes agrícolas e vendidas a imigrantes europeus, que, na época, recebiam auxílio do governo brasileiro.
A fundação do pequeno povoado foi atribuída a Pinheiro Machado e contou com a contribuição do engenheiro Carlos Poma, responsável pelo planejamento de seu traçado. Por volta de 1911, uma nova ação do governo federal marcou a vida local por meio da implantação do Patronato Agrícola de Monção, que visava abrigar menores abandonados provenientes do Rio de Janeiro e criar possibilidades de se explorar terras remanescentes da antiga fazenda.
Essa movimentação e a prática da agricultura de subsistência fizeram o núcleo sedesenvolver e tornar-se, em 30 de dezembro de 1921, distrito do município de Águas de Santa Bárbara. A localidade esteve, portanto, ligada à dinâmica de uma região que havia se formado a partir de Botucatu e seus desmembramentos, em grande parte influenciada pela incursão da Estrada de Ferro Sorocabana. O distrito, em 30 de novembro de 1944, teve seu nome alterado para Iaras, cuja origem reporta-se a uma lenda indígena sobre uma sereia que costumava aparecer no alto da Cascata Capão Rico, mais conhecida comoDeusa Mãe D’Água. Em 9 de janeiro de 1990, Iaras conquistou sua autonomia políticoadministrativa.

## Geografia
Localiza-se a uma latitude 22º52'15" sul e a uma longitude 49º09'46" oeste, estando a uma altitude de 648 metros. 

### Hidrografia
- Rio Pardo
- Rio Novo
- Rio Claro
- Ribeirão da Capivara
- Ribeirão da Laranja-azeda
- Ribeirão do Capão Rico
- Córrego Grilo Bonito
- Córrego do Taquaral
- Córrego do Rapador
- Água do Sobradinho

### Rodovias
- SP-280 (quilômetro 280)

## Demografia

### População
| Crescimento populacional                             | Crescimento populacional | Crescimento populacional | Crescimento populacional |
| Ano                                                  | População Total          |                          | %±                       |
| ---------------------------------------------------- | ------------------------ | ------------------------ | ------------------------ |
| 2000                                                 | 3 054                    |                          | —                        |
| 2010                                                 | 6 376                    |                          | 108,8%                   |
| 2022                                                 | 8 010                    |                          | 25,6%                    |
| Est. 2024                                            | 8 257                    | [ 7 ]                    | 3,1%                     |
| Fontes: Censos Demográficos IBGE e Estimativas SEADE |                          |                          |                          |

### Dados demográficos
Dados do Censo - 2000
População Total: 3.054
- Urbana: 1.895
- Rural: 1.159
- Homens: 1.667
- Mulheres: 1.387
- Densidade demográfica (hab./km²): 7,61
- Mortalidade infantil até 1 ano (por mil): 22,71
- Expectativa de vida (anos): 67,93
- Taxa de fecundidade (filhos por mulher): 2,80
- Taxa de Alfabetização: 88,36%
- Índice de Desenvolvimento Humano (IDH-M): 0,742
- IDH-M Renda: 0,661
- IDH-M Longevidade: 0,716
- IDH-M Educação: 0,849

(Fonte: IPEADATA)

## Política e administração
- Prefeito: Marcos José Rosa (Quinha) (2021/2024)
- Vice-prefeito: Jonas Anis El Kassis
- Presidente da câmara: -

## Infraestrutura

### Comunicações
O sistema de telefones automáticos, assim como o sistema de discagem direta à distância (DDD) com o código de área (0147), foram implantados pela Telecomunicações de São Paulo (TELESP).
Na década de 90 o código DDD da cidade foi alterado para (014), para padronização do sistema telefônico com a telefonia celular que estava sendo implantada em todo o estado.

### Transportes
- Empresa Auto Ônibus Andorinha
- Rápido Turismo Ltda

## Religião

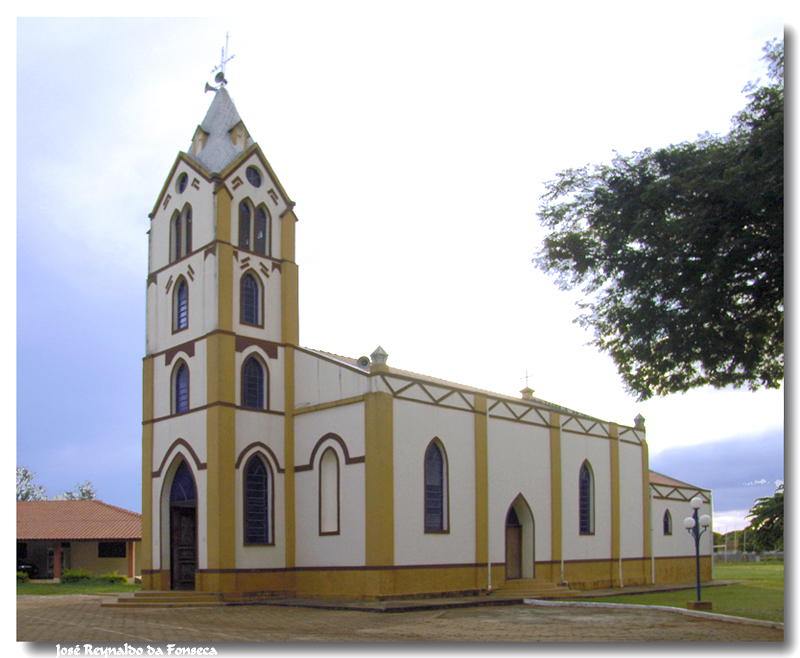
Igreja Matriz de Iaras.

O Cristianismo se faz presente na cidade da seguinte forma:

### Igreja Católica
- A igreja faz parte da Arquidiocese de Botucatu.[15]

### Igrejas Evangélicas
Entre as igrejas protestantes históricas, pentecostais e neopentecostais, encontram-se na cidade:
- Assembleia de Deus Ministério do Belém.[18][19]
- Congregação Cristã no Brasil.[20]